# Timasiteu de Delfos
Timasiteu (en grec antic: Τιμασίθεος, Timasítheos) va ser un atleta de l'antiga Grècia nadiu de Delfos.
Va guanyar diverses vegades la competició del pancraci als Jocs Olímpics i als Jocs Pítics. També es va distingir com a soldat valent. Era un dels partidaris de l'atenès Isàgores quan aquest es volia apoderar de l'acròpoli amb ajut de Cleòmenes per a establir un règim oligàrquic. La ciutadella va ser assetjada pels atenesos, i Timasiteu va ser un dels soldats fets presoners per Clístenes, condemnat a mort i executat.
Tant Heròdot com Pausànias li van atribuir poders d'endeví. Tenia una estàtua a Olímpia que reconeixia els seus mèrits esportius, obra d'Agèlades.